# Comuna de Opoczno
Opoczno (polaco: Gmina Opoczno) é uma gminy (comuna) na Polónia, na voivodia de Lodz e no condado de Opoczyński. A sede do condado é a cidade de Opoczno.
De acordo com os censos de 2004, a comuna tem 35 383 habitantes, com uma densidade 185,8 hab/km².

## Área
Estende-se por uma área de 190,45 km², incluindo:
- área agrícola: 69%
- área florestal: 19%

## Demografia
Dados de 30 de Junho 2004:
|                      | Total   | Total | Mulheres | Mulheres | Homens  | Homens |
| -------------------- | ------- | ----- | -------- | -------- | ------- | ------ |
|                      | pessoas | %     | pessoas  | %        | pessoas | %      |
| População            | 35 383  | 100   | 17 875   | 50,5     | 17 508  | 49,5   |
| Densidade (pop./km²) | 185,8   | 100   | 93,9     | 93,9     | 91,9    | 91,9   |

De acordo com dados de 2002, o rendimento médio per capita ascendia a 1349,42 zł.

## Subdivisões
- Adamów, Antoniów, Bielowice, Brzustówek, Bukowiec Opoczyński, Dzielna, Januszewice, Janów Karwicki, Karwice, Kliny, Kraszków, Kraśnica, Kruszewiec, Kruszewiec-Kolonia, Libiszów, Libiszów-Kolonia, Międzybórz, Modrzew, Modrzewek, Mroczków Duży, Mroczków Gościnny, Ogonowice, Ostrów, Różanna, Sielec, Sitowa, Sobawiny, Sołek, Stużno, Stużno-Kolonia, Wola Załężna, Wólka Karwicka, Wygnanów, Ziębów.

## Comunas vizinhas
- Białaczów, Drzewica, Gielniów, Gowarczów, Inowłódz, Poświętne, Sławno